# Filtr mechaniczny
Filtr mechaniczny – w akwarystyce urządzenie techniczne, rodzaj filtra służące do odfiltrowania z toni wodnej zanieczyszczeń mechanicznych.

## Przeznaczenie
Filtr mechaniczny służy do odfiltrowania z toni wodnej i zatrzymania we wkładzie filtracyjnym detrytusu, resztek pokarmu zwierząt akwariowych, szczątków roślin wodnych, upostaciowionej materii organicznej, zanieczyszczeń które przeniknęły do toni wodnej  w wyniku wzruszenia podłoża czy też kurzu i zanieczyszczeń które dostały się do wody z powietrza osiadając na jej powierzchni. Dzięki filtrom mechanicznym uzyskuje się zarówno efekt estetyczny poprzez zwiększenie przejrzystości wody i jej wyklarowanie jak i usuwa się z obiegu materii w akwarium odfiltrowane zanieczyszczenia, chociaż to następuje dopiero po oczyszczeniu (wypłukaniu) wkładu filtra poza obrębem akwarium.

## Zasada działania
Filtr mechaniczny może być zarówno filtrem wewnętrznym jak i zewnętrznym. Filtr mechaniczny działa poprzez wymuszenie obiegu wody przez wkład filtra o parametrach zależnych od oczekiwanego efektu i stopnia oczyszczenia wody. Jako wkłady do filtracji mechanicznej stosuje się:
- gąbki poliuretanowe o różnej ziarnistości
- waty akwarystyczne z materiałów syntetycznych
- złoża żwiru kwarcowego o różnej ziarnistości
- ziemię okrzemkową

Wszystkie wkłady mechaniczne stosowane w filtrach mechanicznych powinny być obojętne chemicznie, nie wydzielać do wody samoistnie lub w wyniku reakcji z nią żadnych substancji chemicznych. Poza ogólnym podziałem filtrów filtry mechaniczne można podzielić na te o szybkim i o powolnym przepływie wody przez wkład filtracyjny. Filtry o powolnym przepływie mają zastosowanie w akwariach z narybkiem i najczęściej są filtry gąbkowe zasilane napowietrzaczem.

## Zastosowanie
Filtr mechaniczny może być zastosowany jako:
- samodzielny filtr pracujący niezależnie obok innych filtrów np. biologicznych, z tym że w zależności od potrzeb może być ich w akwarium więcej niż jeden.
- jako pre filtr wstępnie oczyszczający wodę przed jej podaniem do innego rodzaju filtra np. biologicznego lub filtra UV lub filtra diatomowego
- zintegrowany z filtrem biologicznym w jednej obudowie, to rozwiązanie jest najczęściej stosowane w filtrach kanistrowych
- zespół filtrów mechanicznych (dwa lub więcej) połączonych szeregowo z zachowaniem zasady ze każdy następny w szeregu jest wyposażony we wkład do filtrowania zanieczyszczeń o coraz mniejszych rozmiarach. Tego typu rozwiązanie jest stosowane w akwariach ze szczególnie wrażliwymi na zanieczyszczenia rybami.

## Inne
Swoistym rodzajem filtra mechanicznego jest prefiltr - plastikowa siatka lub koszyczek zakładany na rurę ssącą filtra zewnętrznego zabezpieczający go przed zasysaniem dużych zanieczyszczeń np. liści, całych roślin ryb czy innych zwierząt.